# グラント・ルウェリン
グラント・ルウェリン（Grant Llewellyn）は、イギリスの指揮者。

## 概要
1960年12月29日 イギリス ウェールズのペンブルックシャー生まれ。
1985年タングルウッドでレナード・バーンスタイン、小沢征爾、アンドレ・プレヴィン、クルト・マズアに師事。
1995年から1998年までロイヤル・フランダース・フィルハーモニー管弦楽団首席指揮者、2001年から2006年までヘンデル・ハイドン協会管弦楽団音楽監督（2009年まで首席指揮者）、2004年から2020年までノースカロライナ交響楽団音楽監督、2015年からブルターニュ国立管弦楽団の音楽監督を務める。
ノースカロライナ交響楽団では、演奏家式オペラ上演、ＣＤ（NAXOS、TELARC、BIS）録音で成功を収め、2021年から同楽団桂冠音楽監督を務める。
BBC交響楽団、ヘルシンキ・フィルハーモニー管弦楽団、フィルハーモニア管弦楽団、ロイヤル・フィルハーモニー管弦楽団、ロイヤル・スコティッシュ・ナショナル管弦楽団、BBCウェールズ・ナショナル管弦楽団などに客演している。